# Eacles imperialis
Eacles imperialis är en fjärilsart som beskrevs av Dru Drury 1770. Eacles imperialis ingår i släktet Eacles och familjen påfågelsspinnare. Inga underarter finns listade i Catalogue of Life.

## Bildgalleri

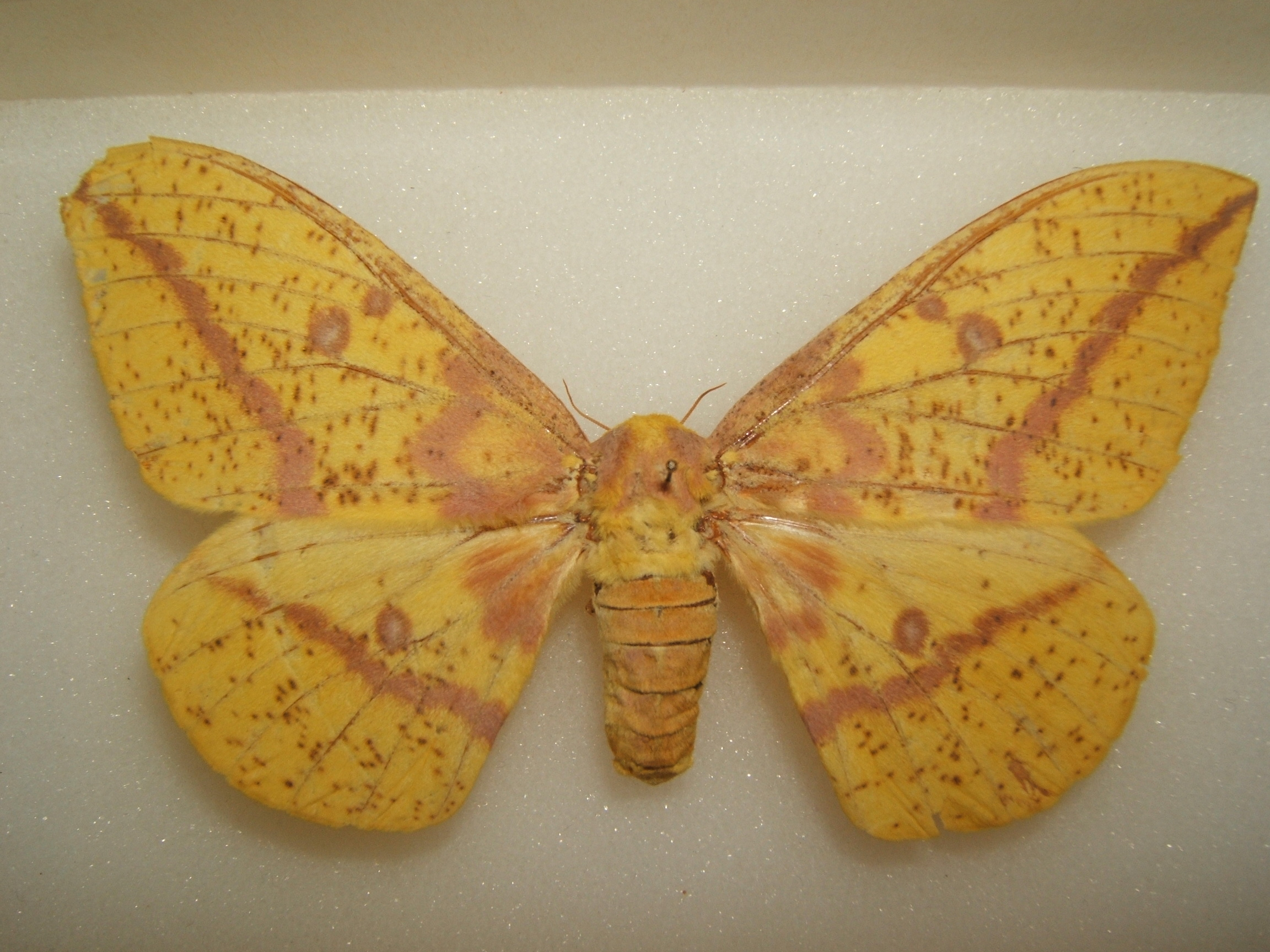
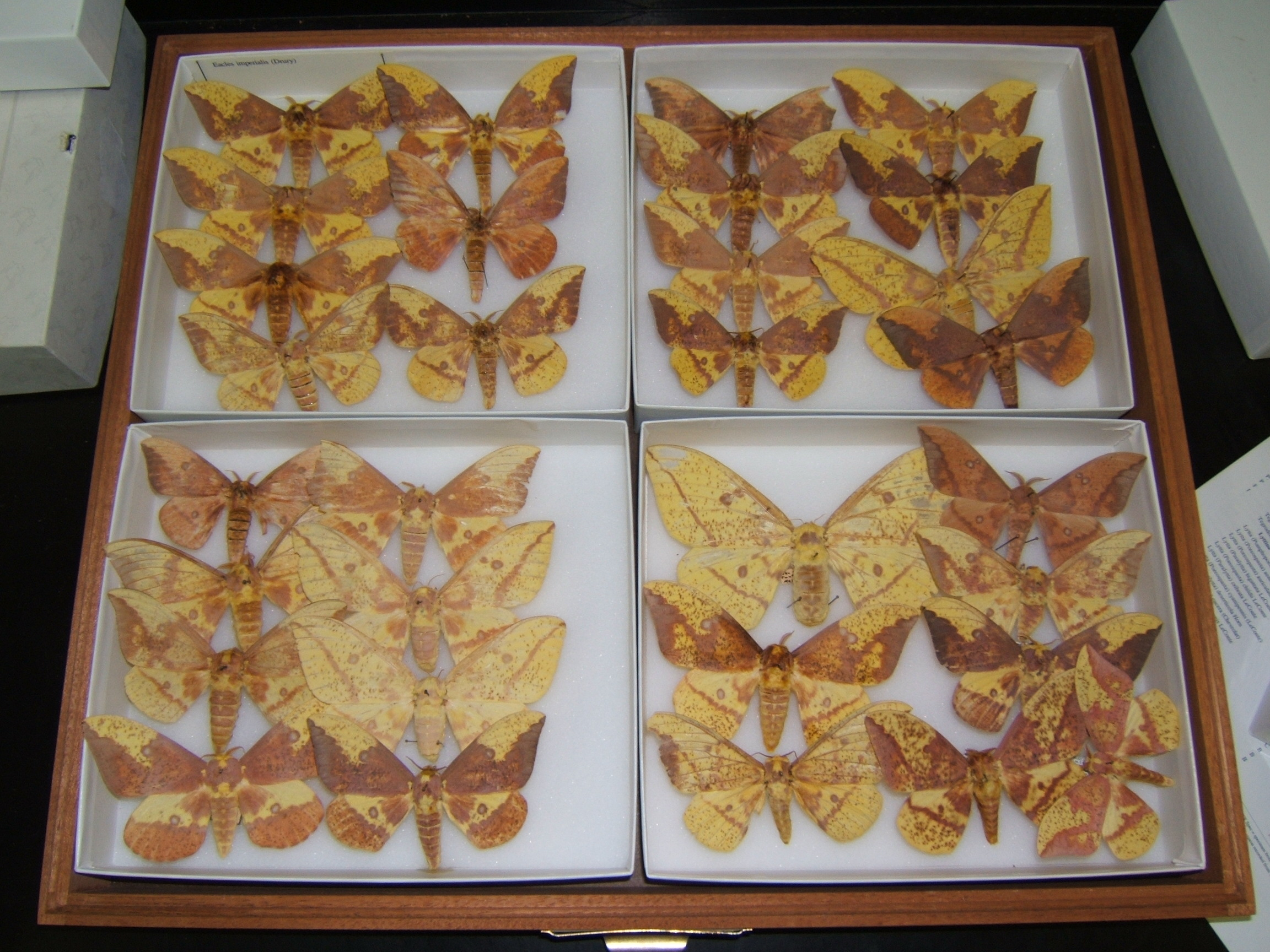
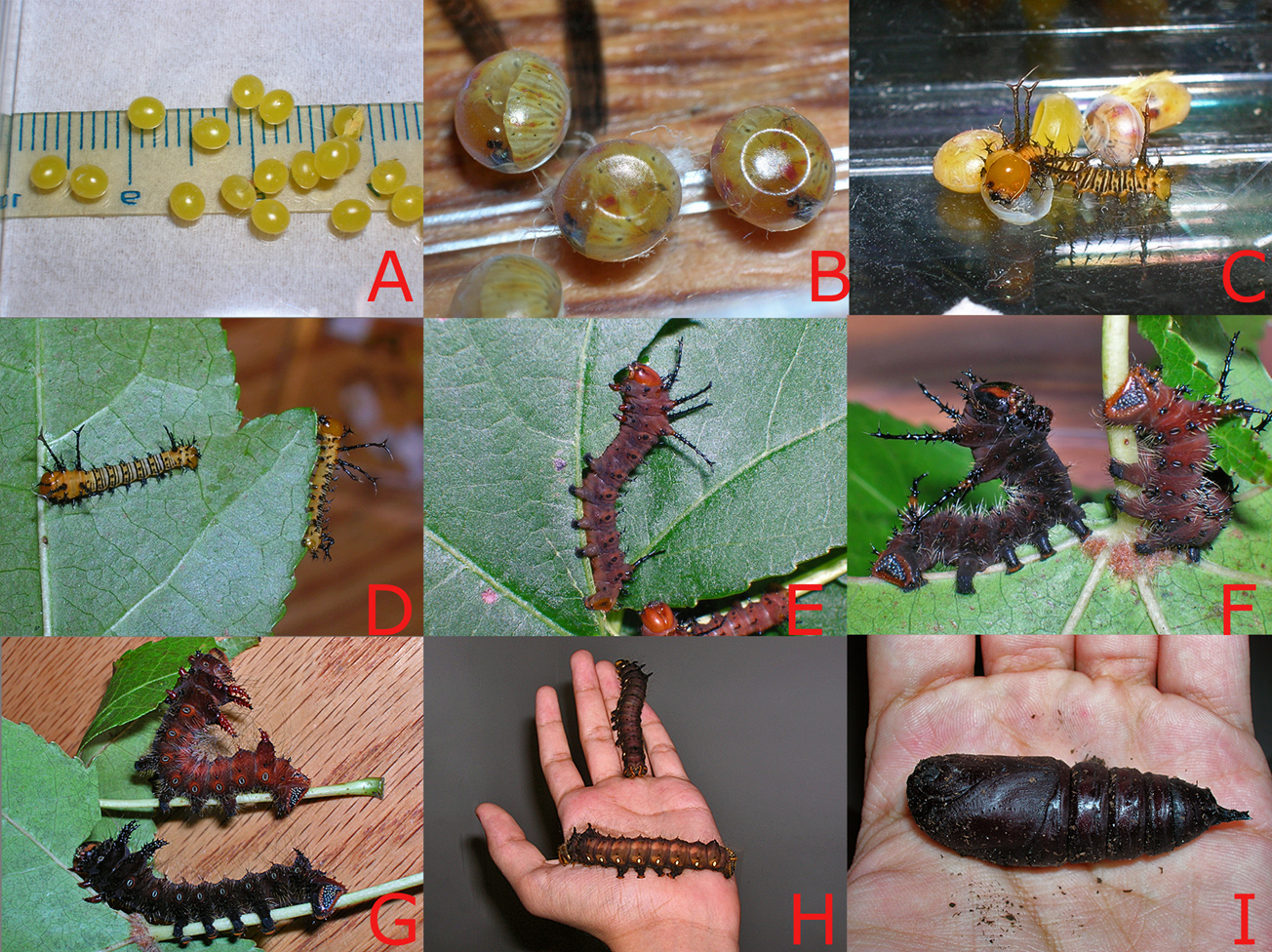
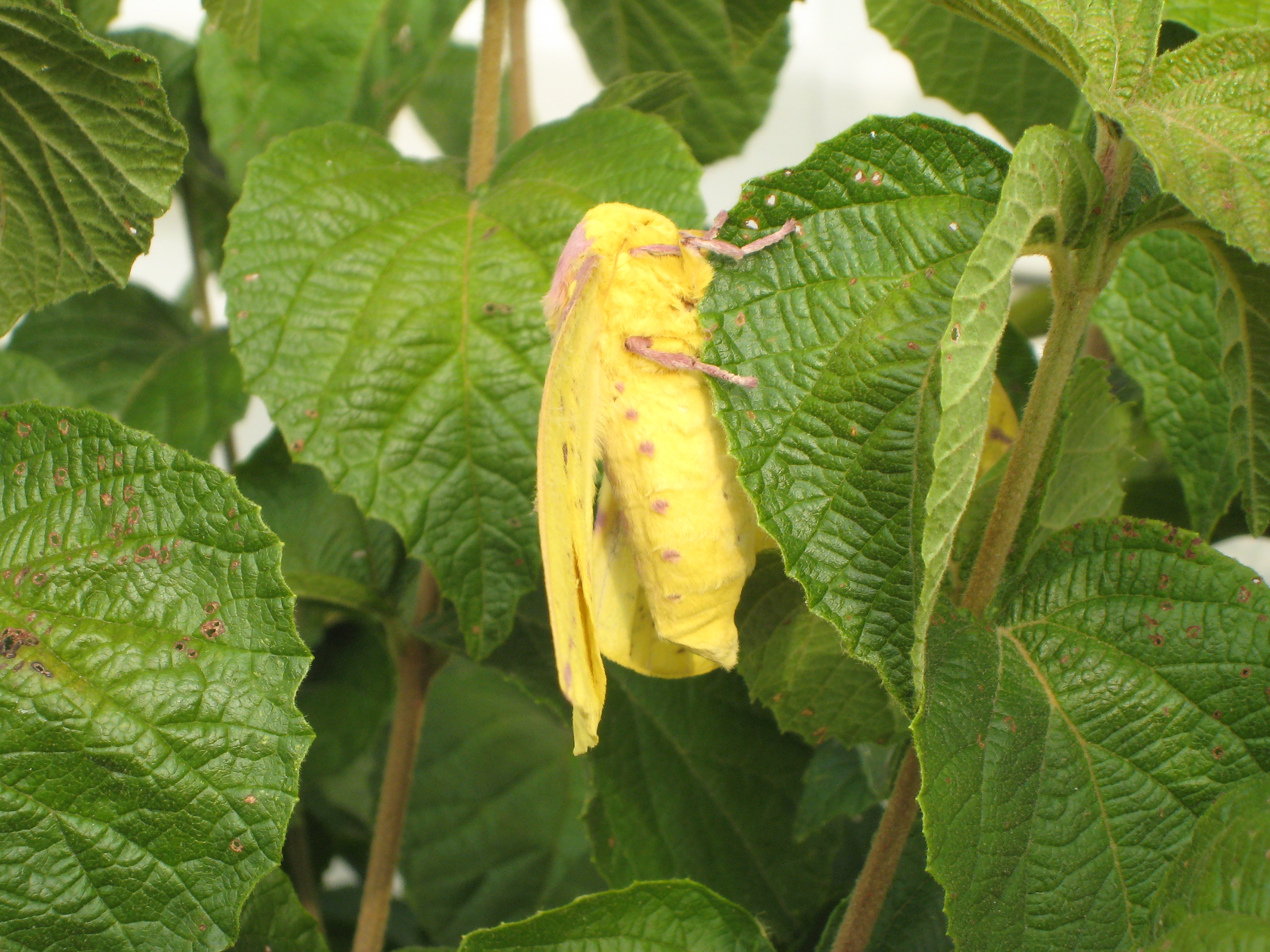
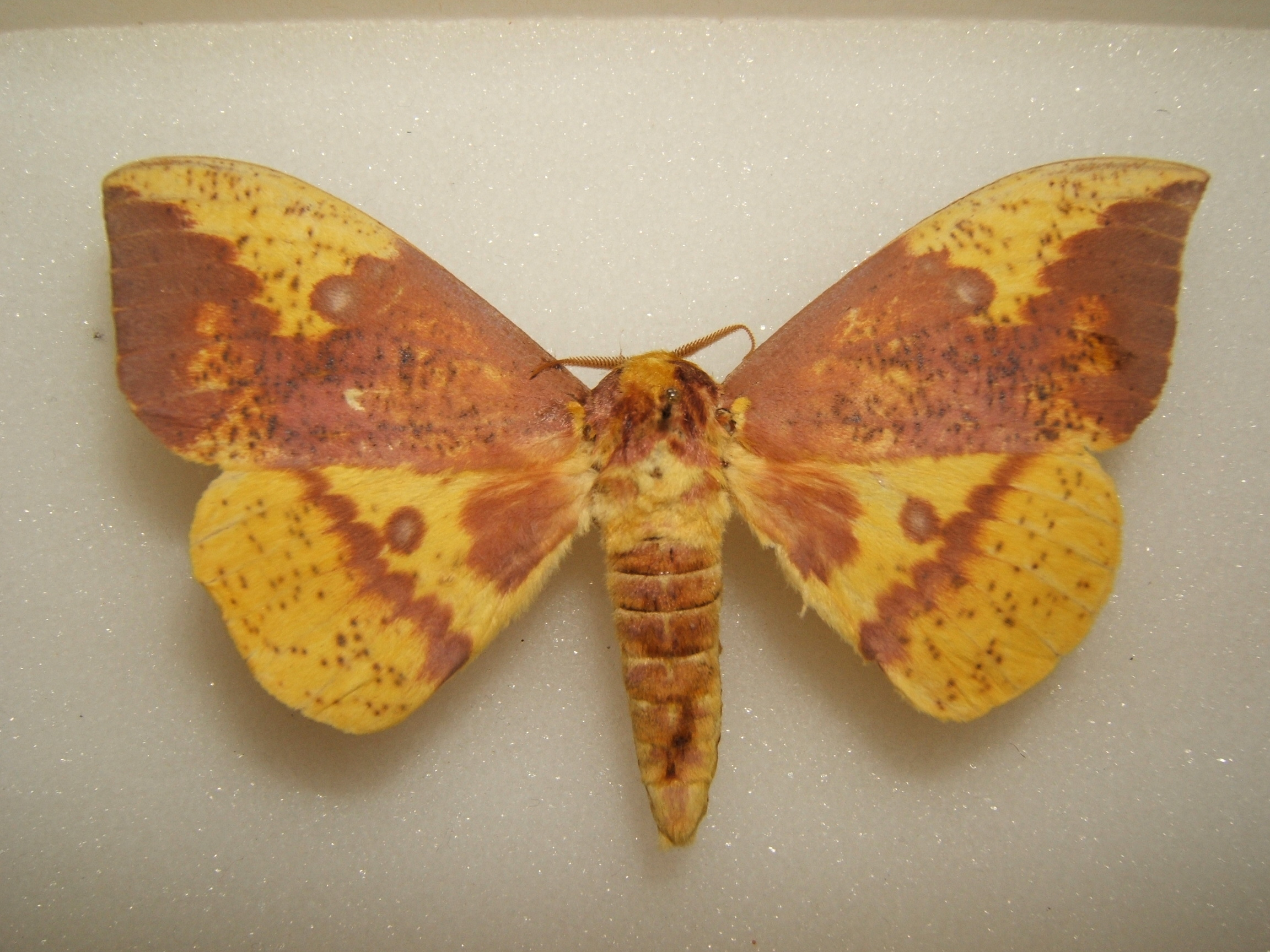
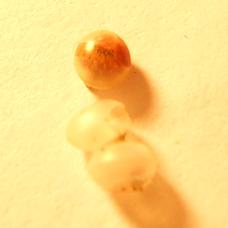